# Wanda Rudnicka-Jezierska
Wanda Rudnicka-Jezierska (ur. 1924 w Piotrowicach w województwie łódzkim, zm. 1999) – polska mykolożka.
Podczas II wojny światowej została ciężko ranna i przez kilka lat leczyła się w szpitalu. Po wyjściu ze szpitala rozpoczęła naukę w ramach tajnego nauczania, równocześnie pracując zarobkowo. Po wojnie ukończyła gimnazjum i liceum dla pracujących. W 1957 rozpoczęła studia na Wydziale Biologii i Nauk o Ziemi Uniwersytetu Warszawskiego. Po ich ukończeniu rozpoczęła na tym uniwersytecie pracę w Zakładzie Systematyki i Geografii Roślin. W 1966 obroniła pracę doktorską pt. Studium nad grzybami psammofilnymi Puszczy Kampinoskiej. Na Uniwersytecie Warszawskim pracowała aż do emerytury jako nauczycielka akademicka, ponadto wykonywała analizy zatruć dla stacji epidemiologicznych. Angażowała się również społecznie, m.in. była członkinią ZNP i szefką Koła Przyjaciół KUL.
Jest autorką 14 prac naukowych i kilkunastu publicystycznych. Dla Uniwersytetu Warszawskiego sporządziła zielnik grzybów psammofilnych, głównie z grupy Gasteromycetes.
Wybrane prace naukowe:
- Grzyby (Mycota). Tom XXIII. Podstawczaki (Basidiomycetes): purchawkowe (Lycoperdales), tęgoskórowe (Sclerodematales), pałeczkowe (Tulostomatales), gniazdnicowe (Nidulariales), sromotnikowe (Phallales), osiakowe (Podaxales)[3]
- Workowce (Ascomycetes) – Pierwogrzybowe (Protomycetales) / oprac. Bogusław Sałata. Czuprynkowe (Chaetomiales) / oprac. Wanda Rudnicka-Jezierska ; Polska Akademia Nauk. Instytut Botaniki.